# 布罗德曼分区系统
布罗德曼分区（英文：Brodmann area）是一个根据细胞结构将大脑皮层划分为一系列解剖区域的系统。 神经解剖学中所谓细胞架构，是指在染色的脑组织中观察到的神经元的组织方式。
布罗德曼分区最早由德国神经学家科比尼安·布洛德曼提出，他的分区系统包括每个半球的52个区域。 其中一些区域今天已经被细分，例如23区被分为23a和23b区等。
从物种间差异来讲，同一分区号码在不同的物种间并不一定代表相似的区域。

## 人及灵长类大脑皮层分区
以下列出人类大脑皮层的布罗德曼分区系统。
- 1、2、3区：体感皮层（中央后回）
- 4区 - 初级运动皮层（中央前回、运动皮层）
- 5区 - 顶上小叶（顶叶）[2]
- 6区 - 前运动区、辅助运动区（运动皮层）
- 7区 - Brodmann area 7（英语：Brodmann area 7）
- 8区 - 额葉眼动区（英语：Frontal eye fields）
- 9区 - 背外侧前额叶皮层（英语：Dorsolateral prefrontal cortex）（前额叶皮质）
- 10区 - 腹内侧前额叶皮层、前侧前额叶皮层（英语：Anterior prefrontal cortex）（前额叶皮质）
- 11区 - 眶额皮质
- 12区 - 眶额皮质
- 13、14区 - 岛叶
- 15区 - 颞叶前部
- 16区 - 岛叶
- 17区 - 视觉皮层
- 18区 - 视觉皮层
- 19区 - 视觉皮层
- 20区 - 颞下回
- 21区 - 颞中回
- 22区 - 颞上回（韦尼克区）
- 23区 - 后扣带皮层
- 24区 - 前扣带皮层
- 25区 - 腹内侧前额叶皮层
- 26区 - Ectosplenial area 26（英语：Ectosplenial area 26）
- 27区 - 前下托（英语：Presubiculum）
- 28区 - 内嗅皮层
- 29区 - 压后皮层（后扣带皮层）
- 30区 - 压后皮层（后扣带皮层）
- 31区 - 后扣带皮层
- 32区 - 前扣带皮层
- 33区 - 前扣带皮层
- 34区 - 内嗅皮层（位于海马旁回）
- 35区 - 鼻周皮层（位于嗅脑沟）
- 36区 - 鼻周皮层（位于嗅脑沟）
- 37区 - 梭状回
- 38区 - 颞极区（英语：temporopolar area 38）
- 39区 - 角回（韦尼克区）
- 40区 - 缘上回（韦尼克区）
- 41、42区 - 听觉皮层
- 43区 - 味觉皮层（英语：Gustatory cortex）
- 44、45区 - 布若卡氏区
- 46区 - 背外侧前额叶皮层（英语：Dorsolateral prefrontal cortex）（前额叶皮质）
- 47区 - 额下回眶部（英语：Orbital part of inferior frontal gyrus）
- 48区 - Brodmann area 48（英语：Brodmann area 48）（颞叶内侧的一小部分）
- 49区 - 旁下托（英语：Parasubiculum）
- 52区 - 副岛区（位于颞叶和岛叶的交界处）

## 延伸阅读
- Gerhardt von Bonin, Percival Bailey, The Neocortex of Macaca Mulatta, The University of Illinois Press, Urbana, Illinois, 1925.